# Atletiek op de Olympische Zomerspelen 1896 – 100 meter mannen
De 100 meter voor mannen wedstrijd was de kortste baan afstand op het programma van het Atletiek op de Olympische Zomerspelen 1896. De voorrondes werden gehouden op de eerste dag van de Spelen, 6 april. De atleten werden verdeeld over drie groepen. De twee beste atleten van elke groep gingen door naar de finale, die op 10 april werd gehouden. 15 atleten uit 8 verschillende landen deden mee.

## Resultaten

### Heats
De eerste ronde heats werd gehouden op 6 april. De twee beste atleten van elke groep gingen door naar de finale. Volgende atleten zijn niet gestart volgens Olympedia: Louis Adler, Harald Arbin, Nándor Dáni, Ralph Derr, Alfred Flatow, Leonidasz Manno, Konstantinos Mouratis, Luis Subercaseaux, Jean Tournois, Alexandre Tuffère, Charles Vanoni en István Zachar. Het offiële rapport maakt melding van 21 deelnemers verdeeld over 3 heats. Olympedia heeft in totaal 27 deelnemers waarvan twaalf niet gestart zijn.

#### Heat 1
In het officiële rapport staat dat er in totaal 21 deelnemers waren, verdeeld in drie groepen; er hadden dus 7 atleten in elke heat moeten zijn. Het officiële rapport noemt alleen de top twee lopers, Lane en Szokolyi. Butler schrijft dat er in de eerste ronde "twee Hongaren, een Chileen, een Fransman, een Duitser, een Engelsman en een Amerikaan" waren. Mallon & Widlund noemen Lane, Szokolyi, Gmelin, Grisel, en Doerry. Megede plaatst André Tournois als de Franse deelnemer, in plaats van Grisel (die Megede helemaal niet opsomt), laat Doerry weg (die Megede in ronde 2 plaatst), en telt Leonidasz Manno en Luis Subercaseaux. Olympedia volgt Mallon & Widlund en neemt ook Manno, Tournois en Subercaseaux op in een lijst van niet-starters die niet aan een bepaalde heat verbonden zijn (deze lijst bevat 12 atleten, waardoor Olympedia's totaal aantal deelnemers op 27 komt in plaats van 21).
| Plaats | Land | Atleet            | Tijd     |
| ------ | ---- | ----------------- | -------- |
| 1      | USA  | Francis Lane      | 12,2 s   |
| 2      | HUN  | Alajos Szokolyi   | 12,8 s   |
| 3      | GBR  | Charles Gmelin    | 12,9 s   |
| 4      | FRA  | Adolphe Grisel    | onbekend |
| 5      | GER  | Kurt Doerry       | onbekend |
| -      | HUN  | Leonidasz Manno   | DNS      |
| -      | CHI  | Luis Subercaseaux | DNS      |

#### Heat 2
In het officiële verslag staat dat er in totaal 21 deelnemers waren, verdeeld in drie groepen; er hadden dus 7 atleten in elke heat moeten zijn. Het officiële rapport noemt alleen de twee beste lopers, Curtis en Chalkokondylis. Butler schrijft over de tweede ronde dat Curtis "een Griek, een Engelsman, twee Fransen, een Deen en een Hongaar" versloeg. Mallon & Widlund noemen Curtis, Chalkokondylis, Elliot, Schmidt, en Marshall. Megede plaatst Alexandre Tuffère als de Franse deelnemer, met hem op de 3de plaats boven Elliott; Megede heeft ook Kurt Doerry in deze ronde in plaats van de eerste (wat erop wijst dat hij wel startte maar de ronde niet afmaakte) en laat Marshall helemaal weg. Olympedia volgt Mallon & Widlund en neemt ook Tuffère op in een lijst van niet-starters die niet aan bepaalde heats verbonden zijn. Andere non-starters die door Olympedia worden vermeld en die een tweede Fransman of een Hongaar zouden kunnen zijn om de lijst van Butler te evenaren zijn André Tournois, Louis Adler, István Zachar, en Nándor Dáni.
| Plaats | Land    | Atleet                    | Tijd     |
| ------ | ------- | ------------------------- | -------- |
| 1      | USA     | Thomas Curtis             | 12,2 s   |
| 2      | GRE     | Alexandros Chalkokondylis | 12,8 s   |
| 3      | GBR     | Launceston Elliot         | 12,9 s   |
| 4      | DEN     | Eugen Schmidt             | onbekend |
| 5      | GBR     | George Marshall           | onbekend |
| -      | FRA     | Alexandre Tuffère         | DNS      |
| -      | FRA HUN | onbekend                  | DNS      |

#### Heat 3
Zowel Burke als Hofmann waren meer bekend voor hun kunnen op de middellangeafstand dan als sprinter. Burke's tijd van 11.8s werd het staande Olympisch record. Het is niet duidelijk welke atleet welke plaats tussen de vierde en vijfde finishers kreeg.
In het officiële rapport staat dat er in totaal 21 deelnemers waren, verdeeld in drie groepen; er hadden dus 7 atleten in elke ronde moeten zijn. Het Official Report noemt alleen de top twee lopers, "een Amerikaan (Burke)" en Hofmann. Butler schrijft over de laatste ronde dat Burke "een Zweed, twee Grieken en drie Duitsers" versloeg. Mallon & Widlund vermelden Burke, Hofmann, Traun, Gennimatas, en Sjöberg. Megede laat Traun weg, plaatst Sjöberg 3de en Gennimatas 5de, en neemt Nándor Dáni op als 4de. Olympedia volgt Mallon & Widlund; niet-starters (niet verbonden aan bepaalde rondes in Olympedia) zijn Flatow en Mouratis.
| Plaats | Land | Atleet                | Tijd     |
| ------ | ---- | --------------------- | -------- |
| 1      | USA  | Thomas Burke          | 11,8 s   |
| 2      | GER  | Fritz Hofmann         | 12,6 s   |
| 3      | GER  | Friedrich Traun       | 13,5 s   |
| 4-5    | GRE  | Georgios Gennimatas   | onbekend |
| 4-5    | SWE  | Henrik Sjöberg        | onbekend |
| -      | GER  | Alfred Flatow         | DNS      |
| -      | GRE  | Konstantinos Mouratis | DNS      |

### Finale
Aan de finale van de 100 meter, die op 10 april werd gehouden, namen de zes lopers deel die in de eerste twee van hun voorronden waren geëindigd. Thomas Curtis trok zich terug om zich te sparen voor de 110 meter horden, die de volgende race op het programma was en die hij won. Burke versloeg zijn metgezel uit de derde heat, Hofmann, met twee meter. Lane en Szokolyi gingen gelijk op voor de derde plaats, met Chalkokondylis op 15 cm achter hen. Lane en Szokolyi worden beiden door het Internationaal Olympisch Comité als bronzen medaillewinnaars beschouwd.
| Plaats | Land | Atleet                    | Tijd   |
| ------ | ---- | ------------------------- | ------ |
| Goud   | USA  | Thomas Burke              | 12,0 s |
| Zilver | GER  | Fritz Hofmann             | 12,2 s |
| Brons  | USA  | Francis Lane              | 12,6 s |
| Brons  | HUN  | Alajos Szokolyi           | 12,6 s |
| 5      | GRE  | Alexandros Chalkokondylis | 12,6 s |
| -      | USA  | Thomas Curtis             | DNS    |